# Magnetite Bluff
La Magnetite Bluff (in lingua inglese: Falesia della magnetite) è una falesia antartica situata 4 km a nordest del Monte Stephens, nel fianco occidentale della Saratoga Table, nel Forrestal Range dei Monti Pensacola, in Antartide. 
La denominazione è stata assegnata dall'Advisory Committee on Antarctic Names (US-ACAN) su proposta del geologo Arthur B. Ford, in seguito alle indagini geologiche svolte in quest'area dall'United States Geological Survey (USGS), in riferimento alla magnetite presente in notevole quantità nel gabbro di questa zona, che causa importanti anomalie magnetiche nel Forrestal Range.